# Damir Rukovanjski
Damir Rukovanjski (Osijek, 26. lipnja 1967.), hrvatski agrarni novinar, urednik i nakladnik.
Višegodišnji je dopisnik, novinar i urednik u Glasu Slavonije. Osnovao je AgroGlas čiji je urednik bio od 2000. do 2008. godine. Od 2008. do 2013. je bio urednik EU agro info i kolumnist Agrokluba. Uređuje Agrotehniku. Izdavač je brojne stručne poljoprivredne literature. Bio je honorarni suradnik Gospodarskog lista i Nove Zemlje. Od 1993. je godine član Hrvatskog novinarskog društva. Član je Izvršnog odbora Zbora agrarnih novinara HND.